# Joseph Douglass

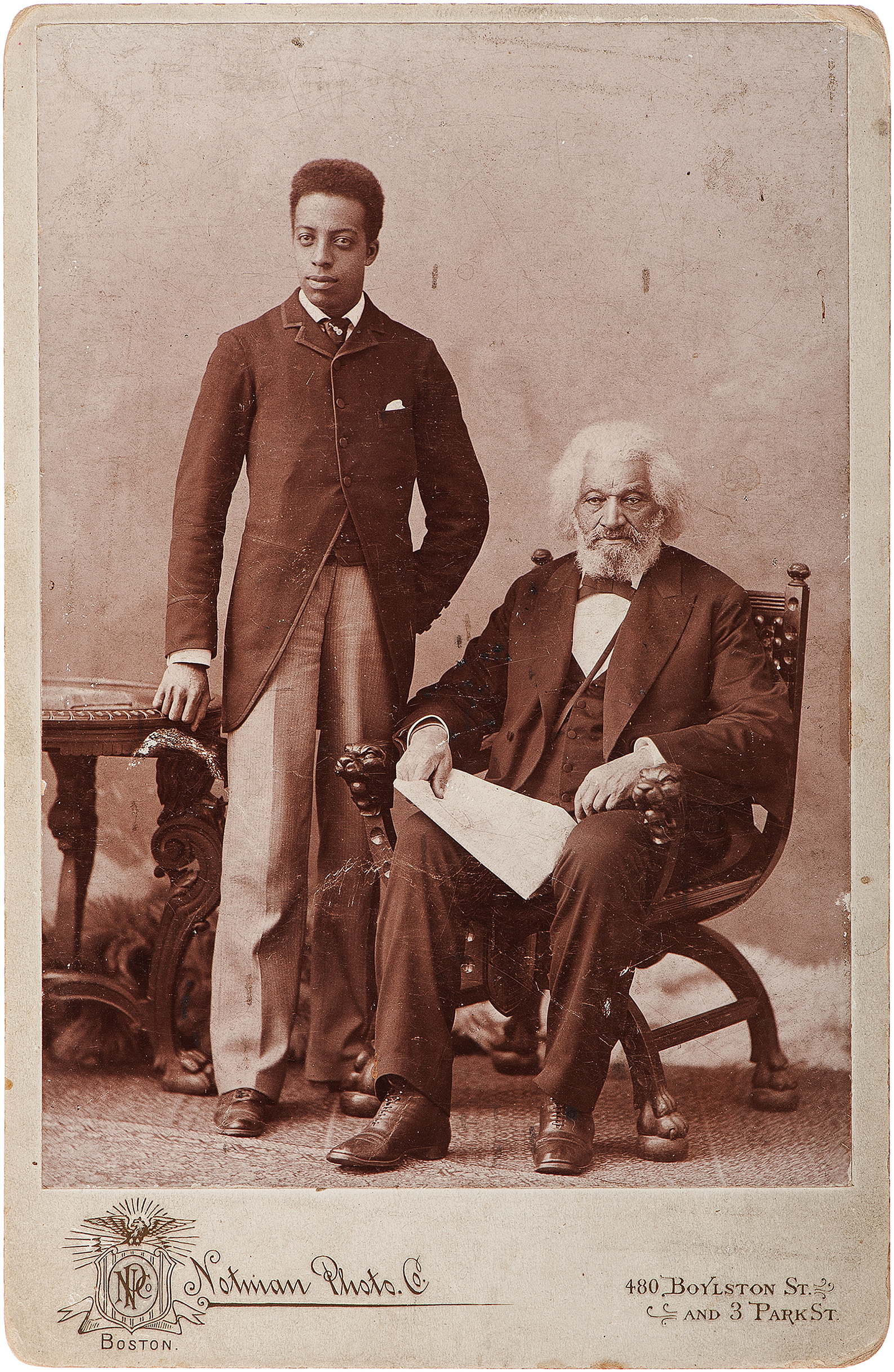
Joseph Douglass (izquierda, de pie, vestido de mañana) con su abuelo Frederick Douglass (derecha, sentado con levita) (hacia 1890).

Joseph Henry Douglass (3 de julio de 1871 - 7 de diciembre de 1935) fue un concertista de violín estadounidense, fue hijo de Charles Remond Douglass y Mary Elizabeth Murphy, y nieto del abolicionista Frederick Douglass.

## Primeros años e influencia
Durante la época posterior a la Guerra Civil, muchos músicos afroamericanos comenzaron a irrumpir en el género de la música artística. Joseph Douglass, concertista de violín, fue uno de los primeros intérpretes afroamericanos en alcanzar un renombre nacional e internacional. Su influencia provino a una edad temprana de su padre y su abuelo, el famoso abolicionista Frederick Douglass, ambos violinistas aficionados. Estudió violín en el Conservatorio de Boston.

## Primera gran oportunidad
Douglass recibió su primera gran oportunidad como concertista de violín a la edad de 22 años cuando actuó en la Exposición Mundial Colombina, también conocida como la Feria Mundial de Chicago. El 25 de agosto de 1893, los artistas se reunieron para celebrar el Día de los americanos de color (que Frederick Douglass ayudó a planificar).  En las celebraciones se incluyeron lecturas de poesía de Paul Laurence Dunbar y actuaciones de Sidney Woodward y Deseria Plato. Joseph Douglass también actuó en el Coloured American Day, lo que le valió una gran audiencia por su talento.

## Vida posterior

Publicidad lateral de un concierto de Joseph H. Douglass, ca. 1895. MS Thr 1590, Biblioteca Houghton, Universidad de Harvard.

Después de su actuación en la Exposición Mundial Colombina, se volvió muy conocido. A Douglass se le atribuye el mérito de ser el primer violinista negro en realizar giras transcontinentales. En la década de 1890, la prensa negra lo elogió como "el violinista más talentoso de la raza".  Douglass realizó numerosas giras durante tres décadas, actuando en todas las instituciones educativas negras, en Estados Unidos y también en un número significativo de iglesias. Douglass también fue el primer violinista negro en realizar grabaciones para Victor Talking Machine Company, en 1914, sin embargo, nunca fueron publicadas.  Además de su carrera interpretativa, Douglass también fue educador y director de orquesta. Ocupó puestos permanentes en la Universidad de Howard y en la Coloured Music Settlement School de Nueva York a lo largo de su vida. Tuvo muchos estudiantes, incluido un joven Clarence Cameron White.

## Vida personal
Douglass se casó con Fannie Howard Douglass. Fannie también era músico y a menudo acompañaba las interpretaciones de Joseph al piano. Él y Fannie tuvieron dos hijos: Blanche y Federico III. 